# Rab
Rab (italiană: Arbe; latină: Arba) este un oraș în cantonul Primorje-Gorski kotar, Croația, având o populație de 8.065 de locuitori (2011).

## Demografie
Componența etnică a orașului Rab
     Croați (95,44%)
     Necunoscut (0,37%)
     Neclasificat (3,73%)
Componența confesională a orașului Rab
     Catolici (91,39%)
     Fără religie și atei (3,09%)
     Musulmani (1,33%)
     Ortodocși (1,05%)
     Necunoscută (1,82%)
     Alte religii (1,31%)
Conform recensământului din 2011, orașul Rab avea 8.065 de locuitori. Din punct de vedere etnic, majoritatea locuitorilor (95,44%) erau croați. Apartenența etnică nu este cunoscută în cazul a 0,37% din locuitori. Din punct de vedere confesional, majoritatea locuitorilor (91,39%) erau catolici, existând și minorități de persoane fără religie și atei (3,09%), musulmani (1,33%) și ortodocși (1,05%). Pentru 1,82% din locuitori nu este cunoscută apartenența confesională.